# Dom przy 8 rue Boutebrie w Paryżu
Dom przy 8 rue Boutebrie w Paryżu (fr. Immeuble au 8 rue Boutebrie à Paris) – budynek mieszkalny w Quartier de la Sorbonne w 5. dzielnicy Paryża. W budynku znajdują się drewniane schody z XVI wieku. 23 lutego 1925 roku został wpisany na listę pomników historii we Francji. 